# Alleycat
Une alleycat (mot anglais pour « chat de gouttière ») est une épreuve cycliste d’orientation en autonomie sur route ouverte. L’épreuve comporte un point de départ, une arrivée et des points de contrôle. L’objectif est de rejoindre l’arrivée en validant tous les points de contrôle. Les participants sont laissés libres de leur itinéraire et il n'y a pas d'ordre imposé pour le passage des points de contrôle. Les points de contrôles et l’arrivée peuvent être communiqués en amont du départ, au départ ou au fur et à mesure de l’épreuve. Les points de contrôle peuvent être de simple point de passage servant à tamponner le carnet de route, ou comporter des épreuves entraînant ou non des pénalités.
La première course dénommée « Alleycat » a été organisée par des coursiers à vélo en 1985 à Toronto, au Canada. Le concept est exporté en Europe lors de la première compétition internationale de coursier à vélo (C.M.W.C Berlin) de 1993[réf. nécessaire].
Initialement limitée aux seuls coursiers à vélo, la discipline s’est ouverte aux non-coursiers. Le format a par la suite été repris sur des distances plus importantes par des cyclistes sur routes. Des épreuves d’ultra-endurance s'étendent sur plusieurs jours, telles que la Normandicat, dont les distances sont comprises entre 900 et 1 200 km. Les alleycats urbaines sont organisées de manière informelle par des coursiers à vélo en dehors des clubs et fédérations cycliste. Les épreuves sur route bénéficient d’une organisation officielle. L’accent est mis sur la participation et sur le fait de terminer l’épreuve, plutôt que sur la compétition.

## Épreuve

### Départ
Le départ s’effectue traditionnellement sous forme de « Le Mans », les vélos sont posés au sol et les compétiteurs partent en ligne pour récupérer leur monture,.

### Manifeste

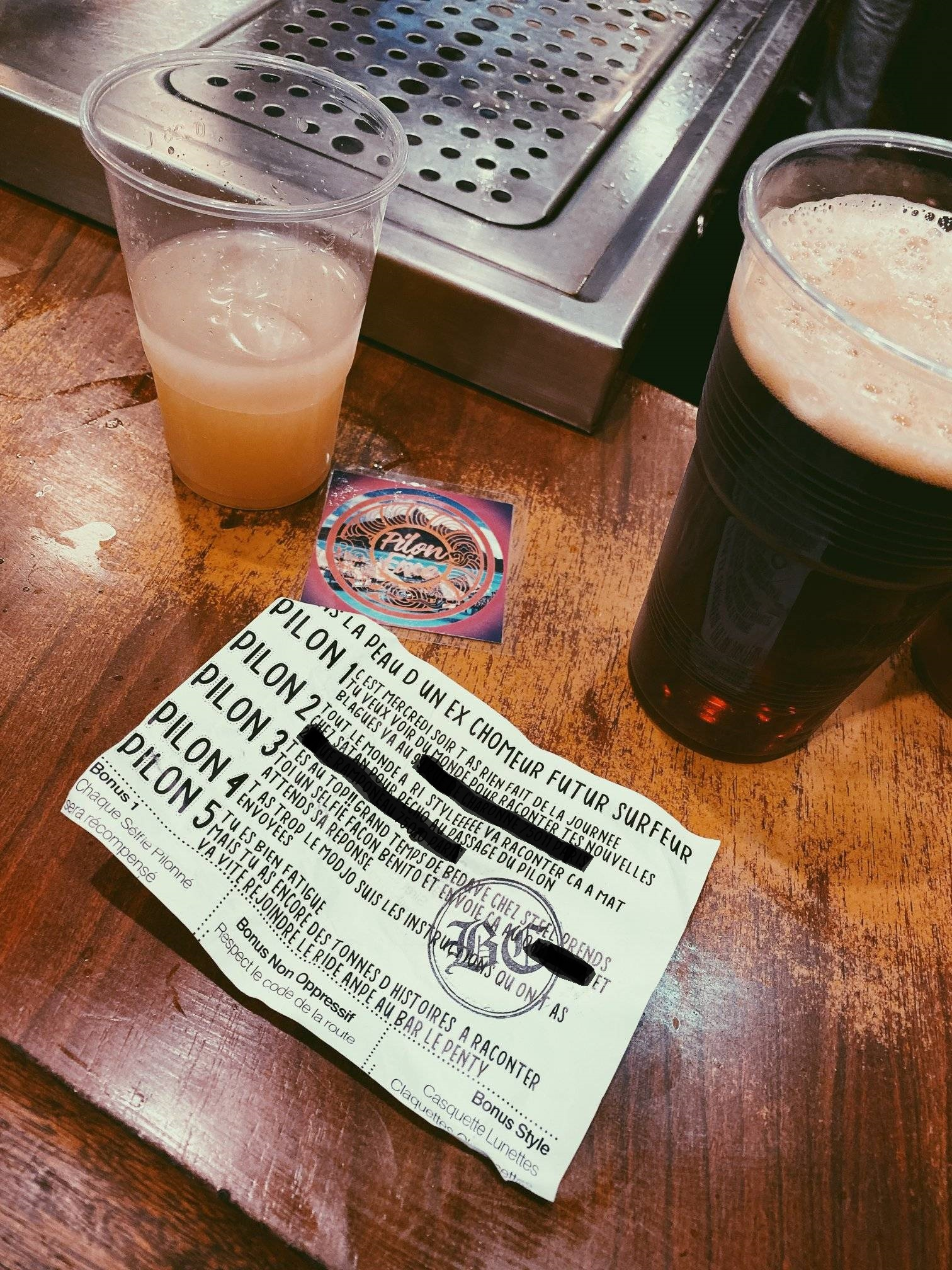
Manifeste de la Torpicalleycat, Paris, février 2020.

La journée de travail d'un coursier consiste à effectuer des collectes et des livraisons à divers endroits de la ville. À chaque livraison, un manifeste doit être signé. Les Alleycats imitent cette structure de base. Les coureurs reçoivent un manifeste comprenant une liste de points de contrôle. Ce manifeste peut-être communiqué aux participants en amont du départ, glissé dans les rayons des roues de vélo lorsque les concurrents sont sur la ligne de départ, ou à récupérer au premier point de contrôle (communiqué par un autre moyen),.
La qualité des indications fournies sur le manifeste est directement liée à la durée des épreuves. Les épreuves d'ultra-endurance offrent des indications extrêmement détaillées (coordonnées GPS). En revanche, les épreuves urbaines plus courtes adoptent souvent une approche ludique en proposant des énigmes, des indications partielles, trompeuses voire farfelues. Cette méthode vise à avantager les coureurs ayant une bonne connaissance de leur ville par rapport à ceux s'appuyant uniquement sur les informations issues d'un récepteur GPS.
Le manifeste fait aussi office de carte de route et doit être tamponné pour valider le passage par un point de contrôle.

### Points de contrôle
Au départ, les concurrents reçoivent un manifeste qui contient les différentes adresses d'enlèvement et de livraison à faire dans la ville. Celui ou celle qui effectue ces livraisons le plus rapidement sera déclaré(e) vainqueur. Suivant les courses, une Alleycat peut se courir individuellement ou en équipe. Différents concepts peuvent se greffer à la course pour y ajouter une touche d’originalité. Par exemple, une partie du manifeste peut être à tiroirs, c'est-à-dire que la seconde adresse du manifeste n'est connue qu'une fois rendu à la première adresse, et ainsi de suite. Encore plus conviviaux, les points de contrôle peuvent être agrémentés d'animations (mini sketch, défi, énigme, etc.) dont la résolution donne accès aux indices nécessaires pour valider le contrôle à la fin de la course.

### Main Race
Il faut distinguer les alleycats sur route ouverte, de la "Main race" organisé lors des championnats de coursier à vélo. Lors main races des championnats officiels de coursiers à vélo se déroule épreuve similaire mais se déroulant sur un circuit ou espace fermé et reconnu à l'avance par les participants.
Une Alleycat doit être une véritable course d'orientation dont l'étendue spatiale n'a de limite que l'imagination des organisateurs.
Pour gagner, il est nécessaire de bien connaître la ville et surtout de savoir planifier son parcours de manière efficace par rapport aux informations et adresses présentes sur le manifeste. Il ne sert à rien d'aller vite si l'on ne sait pas où l'on va. Généralement, un prix récompense la première équipe dont aucun membre n'a une connaissance, ne serait-ce que partielle, de la ville où se tient l'alleycat.